# Monica (吉川晃司單曲)
《Monica》，是日本男歌手吉川晃司的出道單曲。1984年2月1日發行。是吉川晃司其中一首代表作。
《Monica》是同年吉川晃司主演的電影的主題曲，發行後在Oricon週榜中最高排行第4，最終銷量為33.9萬張，上1984年單曲銷量第23位。歌曲在日本甚至亞洲各地都掀起了熱潮，節奏快速而強烈，重音部分讓人難忘，尤其是那句「Thanks, thanks, thanks, thanks, Monica」最為經典；而吉川在演唱時的舞蹈也令許多歌迷著迷。吉川晃司憑著此曲一句拿下1984年日本歌謠大賞最優秀新人賞、日本唱片大賞新人賞、日本有線大賞最優秀新人賞等多個重要獎項。
香港歌手張國榮、古巨基、马来西亚歌手张嘉凌、黄铭德和中國大陸歌手周峰都曾翻唱過這首歌。

## 收錄曲目
1. Monica
  - 作詞：三浦徳子；作曲：NOBODY（日语：NOBODY (ロックバンド)）；編曲：大村雅朗
2. 午夜中的陌生人
  - 作詞：松尾由紀夫：作曲:NOBODY；編曲：佐藤健